# Parets del Vallès
Parets del Vallès è un comune spagnolo di 14 983 abitanti situato nella comunità autonoma della Catalogna; a 23 km a nord di Barcellona, nella parte sud-ovest della comarca di Vallès Oriental, e 7 km dal capoluogo Granollers.